# Rivière à Pat
Pour les articles homonymes, voir Pat.
La rivière à Pat est un affluent de la rive Est de la rivière Nicolet Sud-Ouest. Elle traverse les municipalités de Sainte-Élizabeth-de-Warwick, de Sainte-Séraphine et Sainte-Clotilde-de-Horton dans la municipalité régionale de comté (MRC) d'Arthabaska, dans la région administrative de l'Estrie, au Québec, au Canada.

## Géographie
Les principaux bassins versants voisins de ce ruisseau sont :
- côté nord : rivière Nicolet Sud-Ouest, rivière Nicolet ;
- côté est : rivière Nicolet, rivière des Rosiers ;
- côté sud : cours d'eau Léon-Gélinas, ruisseau Dubuc, Rivière Nicolet Sud-Ouest ;
- côté ouest : Rivière Nicolet Sud-Ouest.

La rivière à Pat prend sa source de divers ruisseaux dans la municipalité de Sainte-Élizabeth-de-Warwick, tout près de la limite de la municipalité de Kingsey Falls.
À partir de sa source, la rivière de Pat coule sur 18,4 km selon les segments suivants :
- 3,7 km vers le nord-ouest, dans la municipalité de Sainte-Élizabeth-de-Warwick, jusqu'à la limite intermunicipale de Sainte-Séraphine ;
- 4,8 km vers le nord, en passant à 2,2 km à l'est du village de Sainte-Séraphine, jusqu'à la route du 7e rang ;
- 4,8 km vers le nord-ouest, jusqu'à la limite municipale de Sainte-Clotilde-de-Horton ;
- 5,1 km vers l'ouest jusqu'à sa confluence, dont 2,8 km dans Sainte-Séraphine, 2,0 km dans Sainte-Clotilde-de-Horton, 0,6 km dans Sainte-Séraphine et 1,7 km dans Sainte-Clotilde-de-Horton.

La rivière à Pat se déverse sur la rive est de la rivière Nicolet Sud-Ouest. Sa confluence est située à 1,6 km en amont de l'île Lemire et en amont du village de Sainte-Clotilde-de-Horton.

## Toponymie
Le toponyme "Rivière à Pat" a été officialisé le 5 septembre 1985 à la Commission de toponymie du Québec.